# Кушнарёв, Олег Николаевич
Оле́г Никола́евич Кушнарёв (род. 14 марта 1973 год, с. Лешуконское, Лешуконский район, Архангельская область, РСФСР, СССР) — российский пауэрлифтер, тренер. Чемпион мира (2007), чемпион Европы (2004), трёхкратный (2004, 2005, 2008) чемпион России по жиму лёжа.    
Мастер спорта России международного класса. Тренер высшей категории по пауэрлифтингу. Вице-президент федерации пауэрлифтинга и федерации бодибилдинга Пермского края.  

## Биография
Закончил Пермский нефтяной техникум (1992).
С 2001 года тренировался под руководством И. Корнейчука, одержав с ним все важнейшие победы. Его ближайшими напарниками в пермской команде по жиму лёжа являлись В. Максимов, Е. Матасов, (позже все — мастера спорта международного класса).
Самая главная победа — в состязании с абсолютным чемпионом Европы и мира по жиму лёжа венгром Ласло Месарошем в 2007 году на чемпионате мира WPC в Тольятти.
В 2023 году с отличием закончил РАНХиГС по специальности "Государственное и муниципальное управление".
Мастер спорта России международного класса. Тренер высшей категории по пауэрлифтингу.
Президент, затем — вице-президент Пермской краевой федерации пауэрлифтинга.
Вице-президент федерации бодибилдинга Пермского края. Нередко выступает в качестве судьи и главного судьи на соревнованиях российского и регионального уровня Федерации бодибилдинга России.
Замгендиректора спорткомплекса "Олимпия-Пермь".
Помощник депутата Законодательного Собрания Пермского края С. Л. Яшкина.